# چکلاله، راولپندی
چکلاله (به انگلیسی: Chaklala) یک منطقهٔ مسکونی در پاکستان است که در ناحیه راولپندی واقع شده‌است. چکلاله ۴۸۷ متر بالاتر از سطح دریا واقع شده‌است.